# UFC Fight Night: dos Anjos vs. Lee
UFC Fight Night: dos Anjos vs. Lee (también conocido como UFC on ESPN+ 10 o UFC Fight Night 152) fue un evento de artes marciales mixtas producido por Ultimate Fighting Championship que se llevó a cabo el 18 de mayo de 2019 en la Blue Cross Arena de Rochester, Nueva York, Estados Unidos.

## Historia
El evento marcó la primera visita de la promoción a Rochester, Nueva York.
El evento estelar contó con un combate entre el ex campeón de peso ligero de UFC Rafael dos Anjos y Kevin Lee.
Elizeu Zaleski dos Santos estuvo brevemente vinculado a un enfrentamiento de peso wélter con Neil Magny en el evento. Sin embargo, el 28 de marzo, dos Santos anunció que no había sido contactado por la UFC para pelear. En cambio, estaba programado que Magny enfrentara a Vicente Luque. A su vez, Magny se retiró de la pelea el 13 de mayo después de dar positivo en una prueba antidopaje por Di-Hydroxy-LGD-4033. Fue reemplazado por el recién llegado Derrick Krantz.

## Premios extras
Los siguientes peleadores recibieron $50,000 en bonos:
- Pelea de la Noche: Aspen Ladd vs. Sijara Eubanks
- Actuación de la Noche: Michel Pereira y Grant Dawson